# Nuku-Hiva (Polinesia Francesa)
Nuku-Hiva es una comuna francesa situada en la subdivisión de Islas Marquesas, que forma parte de la colectividad de ultramar de Polinesia Francesa.

## Composición
Está formada por la unión de las tres comunas asociadas de Hatiheu, Taiohae y Taipivai, que abarcan la isla de Nuku Hiva y sus catorce motus y las islas de Eiao, Hatutaa,  Hatu Iti, con sus dos motus y Motu One:
| Comuna asociada de Hatiheu       |                  |                  |                    |
| Fracción de la isla de Nuku Hiva | Población (2012) | Superficie (km²) | Densidad (hab/km²) |
| Hatiheu                          | 370              | -                | -                  |
| Islote                           | Población (2012) | Superficie (km²) | Densidad (hab/km²) |
| Arahi Iti                        | -                | -                | -                  |
| Aviti (1)                        | -                | -                | -                  |
| Aviti (2)                        | -                | -                | -                  |
| Kea                              | -                | -                | -                  |
| Kohai                            | -                | -                | -                  |
| Motu Ee                          | -                | -                | -                  |
| Motu Omei                        | -                | -                | -                  |
| Motu One                         | 0                | 0.03             | 0                  |
| Poiku                            | -                | -                | -                  |
| Rocher                           | -                | -                | -                  |
| Comuna asociada de Taiohae       |                  |                  |                    |
| Fracción de la isla de Nuku Hiva | Población (2012) | Superficie (km²) | Densidad (hab/km²) |
| Taiohae                          | 2132             | -                | -                  |
| Isla                             | Población (2012) | Superficie (km²) | Densidad (hab/km²) |
| Eiao                             | 0                | 43.8             | 0                  |
| Hatutaa                          | 0                | 6.6              | 0                  |
| Islotes                          | Población (2012) | Superficie (km²) | Densidad (hab/km²) |
| Hatukau                          | -                | -                | -                  |
| Koio                             | -                | -                | -                  |
| Mataua Puna (Centinela del Este) | -                | -                | -                  |
| Motu Iti                         | -                | -                | -                  |
| Motu Iti (Hatu Iti)              | -                | -                | -                  |
| Motu Nui (Centinela del Oeste)   | -                | -                | -                  |
| Plate (Hatu Iti)                 | -                | -                | -                  |
| Comuna asociada de Taipivai      |                  |                  |                    |
| Fracción de la isla de Nuku Hiva | Población (2012) | Superficie (km²) | Densidad (hab/km²) |
| Taipivai                         | 464              | -                | -                  |

## Demografía
| Gráfica de evolución demográfica de Nuku-Hiva entre 1971 y 2012 |
|                                                                 |

Fuente: Insee